# 阿曼多·阿琛迪亚
阿曼多·阿琛迪亚（英語：Benito Armando Archundia Téllez，Armando Archundia，1966年3月21日—），墨西哥足球裁判，他曾參與2006年世界杯的裁決。
阿齊尼亞於1993年1月1日正式成為球證，並在1994年5月28日執法第一場國際場—美國對希臘，之後，阿齊尼亞執法美洲金盃、奧運足球賽、世界杯外圍賽以及美洲國家盃等的球賽。2005年12月，該墨西哥球證就為該屆世界冠軍球會盃的決賽作出裁決。翌年，阿齊尼亞為世界杯執法，在4場的執法中只發出過1面紅牌和12面黃牌。

## 爭議
2007年6月21日，阿琛迪亚擔任美洲金盃美國對加拿大的半決賽的主裁判。在下半場補時階段，加拿大前鋒艾迪巴·赫捷臣接應隊友的傳球並攻破美國大門。然而邊裁判錯誤地判定赫捷臣越位在先，身為主裁判的阿琛迪亚也因此判定赫捷臣入球無效。最終加拿大以1-2被美國淘汰出局。但媒體在事後研判錄像時發現：赫捷臣射門前，足球曾接觸到美國後衛奥古齐·奥涅乌；即便足球未曾接觸任何美國球員，赫捷臣也並不處於越位位置.。因此，根據足球比賽規則，赫捷臣的入球本應有效。

## 外部連結
- 簡介 （页面存档备份，存于）